# 伊-250战斗机
米高扬-格列维奇伊-250战斗机（Samolet N）是一种苏联战斗机原型机，又名米格-13。为1944年崩溃计划的一部分，该计划皆在以开发一架高性能战斗机来对抗德国涡轮增压引擎飞机为目的进行。德国的较知名的喷气机主要有Me-262。而米格设计局决定更专注于使用比喷气发动机更成熟的设计，该设计仍处于苏联的实验阶段，并选择了使用VRDK的混合功率解决方案（指Vozdushno-Reaktivny DVIGATEL KOMPRESSORNYI，或空气反应压缩机喷射）。该机由克里莫夫VK-107-V12发动机提供动力。虽然在该机很成功，而且在试验期间达到了820 km/h（510 mph）的最高速度，但VRDK的生产问题延迟了该计划，并导致该项目后来于1948年被取消。

## 研发设计
到 1944 年 1 月，苏联人已经意识到英国和美国的喷气式飞机项目取得了成功，而德国人也即将部署自己的喷气式和火箭推进式飞机。2 月 18 日，苏联总参谋长下令 NKAP（航空工业人民委员部）将喷气式飞机研究集中到其控制之下，并要求 NKAP 在一个月内提出缓解局势的建议。会议结束后，NKAP 命令拉沃契金、苏霍伊、雅科夫列夫和米高扬-古列维奇设计局 (OKB) 以最快速度开发和制造喷气式飞机。苏霍伊和米高扬-格列维奇都意识到其他新型推进系统（如冲压式喷气发动机）早期遇到的问题，因此选择使用自 1942 年以来一直在开发的 VRDK 助推发动机。 VRDK 是一种动力喷气发动机，是一种基本的喷气发动机。而且，它由外部电源驱动发动机的压缩机。然后，它将空气压入不锈钢燃烧室，燃料从七个喷嘴喷出，点燃后从可变后喷嘴排出。I-250 使用 1,650 马力 (1,230 千瓦) 的克里莫夫 VK-107R V-12 活塞发动机作为主要动力装置。起飞后，曲轴末端的离合器可以接合，从而驱动一个传动比为 13:21 的升压变速箱，再将传动轴传递给延长轴，为 VRDK 的压缩机提供动力。压缩机的空气通过一条长管道输送，该管道从螺旋桨旋转器下方的进气口穿过发动机下方，再穿过飞机腹部。该管道还将空气输送到发动机附近的油冷却器，但水散热器位于压缩机后面，以最大限度地增加流经压缩机的空气。一条次级管道从主管道通向 VK-107 的增压器；当 VRDK 运行时，辅助管道将部分额外的空气转移到增压器，从而将发动机的输出功率提升至 7,000 米（22,966 英尺）时的 2,500 马力（1,900 千瓦）。发动机散热器上增加的气流有助于将发动机的多余热量排放到排气流中。然而，VRDK 每次飞行只能运行 10 分钟，这意味着在飞行的其余时间里它都是无用的重量。
I-250 是一种低翼全金属飞机，机身为一体式。除了 VRDK 之外，该飞机的布局基本为传统布局，但驾驶舱位于机身后部，几乎位于垂直尾翼底部。双翼梁机翼厚度为 10%，以保持副翼控制并避免翼尖失速。它们装有弗里斯副翼和开缝襟翼。燃油装在 412 升（91 英制加仑；109 美制加仑）的机身油箱中，每个机翼中还有一个 100 升（22 英制加仑；26 美制加仑）的油箱。传统起落架主轮采用杠杆悬挂，向内缩回。尾轮向后缩回至非常小的腹翼中。 VK-107A 发动机最初驱动 3.1 米（10 英尺）的 VISh-105SV 螺旋桨。
NKAP 曾要求米高扬在 1944 年 1 月开始高空拦截机的初步设计工作，但在 1945 年 2 月和 3 月订购了两架使用 VRDK 的全金属拦截机原型机进行测试。该飞机在全功率下需 4.5 分钟才能达到 5,000 米（16,000 英尺）的高度，单独使用活塞发动机则需 5.5 分钟。其最大速度在全功率下为 810 公里/小时（500 英里/小时），在 7,000 米（22,966 英尺）的高度，单独使用 VK-107 时为 700 公里/小时（430 英里/小时）。其预期武器为一门 23 毫米（0.91 英寸）机关炮和两挺 12.7 毫米（0.50 英寸）机枪。为了协助米高扬，中央航空发动机设计院被命令提供空气动力学和应力计算方面的帮助，并在一个月内在其风洞中测试全尺寸模型。中央航空发动机设计院被命令在 7,000 米（22,966 英尺）的高度交付三台 VRDK 发动机，推力为 9 千牛顿（2,000 磅力），燃油消耗率为每小时 1,200 公斤（2,600 磅）。NKAP 将这架飞机命名为 I-250；但米格 OKB 内部编号为 N。
1944 年 9 月 19 日，NKAP 批准了 I-250 的初步规格，包括最大速度 825 公里/小时 (513 英里/小时)，起飞重量 3,500 公斤 (7,700 磅)，5,000 米 (16,404 英尺) 飞行时间为 3.9 分钟。10 月 26 日，模型接受检查，由于驾驶舱布局不佳而被拒绝，但这一决定被推翻，因为第一架原型机的机身已经太过成熟，无法进行重大改动，而这些改动会大大推迟该项目。同月，燃烧室被送往 TsIAM 进行测试，结果显示燃烧室太弱。完整的动力装置于 12 月进行了测试，但连接它们的传动轴多次出现故障。
第一架原型机于 1945 年 2 月 26 日完成，尽管 VRDK 尚未准备就绪。它装备三门 20 毫米 Berezin B-20 机炮，每门备弹 160 发。一门装在机头两侧，第三门通过空心螺旋桨轴发射。4 月 8 日，VRDK 首次在俯冲中接受测试，速度达到 710 公里/小时（440 英里/小时），但着陆后发现油冷却器有泄漏，VRDK 不得不送回工厂维修。VRDK 于 4 月 14 日重新安装，但仍然存在问题。在早期测试中，该机在 7,000 米（22,966 英尺）的高度两次达到 809 公里/小时（503 英里/小时）的速度，但到 5 月 30 日，其使用寿命已超过预期，因此必须将其送回 TsIAM，后者推迟了进一步的测试，直到第二架飞机完工。
未配备武器的第二架原型机于 5 月 19 日完工，但直到 5 月 26 日才进行首飞。后来它被发现有几个主要缺陷，包括 VRDK 压缩机套筒漏油。VRDK 的设计师被召集来试图解决其问题，尽管并非所有这些问题都是设计问题。第一架原型机在 6 月的大部分时间停飞，以解决磁电机问题并增加额外的进气口来冷却火花塞。7 月 3 日，它在 6,700 米（21,982 英尺）的高度达到了 820 公里/小时（510 英里/小时）的速度。不幸的是，两天后，它的左尾翼在低空失灵，试飞员亚历山大·德耶夫因降落伞未能及时打开而丧生。坠机后分析显示，他在机动时超过了机身的 G 极限。
尽管发生了事故，但 1945 年 7 月 27 日订购了一批预生产飞机，共十架，因为人们认为混合动力飞机将有助于飞行员从活塞发动机战斗机过渡到喷气发动机战斗机。与此同时，苏霍伊的苏-5战斗机被取消，因为它被认为不如 I-250。
与此同时，第二架原型机的水平稳定器得到了加强，并于 7 月 20 日恢复飞行。飞行员抱怨向右的扭矩拉力过大，因此垂直稳定器扩大了 0.63 平方米（6.8 平方英尺），但这只是众多问题中的一个，如果不对动力装置进行更多的开发工作，它就无法通过国家验收试验。然而，第二架原型机继续飞行测试，直到 1946 年 7 月 12 日，发动机起火迫使飞机紧急降落，损坏严重，无法修复。
莫斯科第 381 工厂已下达 I-250 预生产订单，两架飞机将于 9 月交付，三架将于 10 月交付，其余的将于年底交付。事实证明这是非常乐观的，到年底时订单被修改为一架飞机。机身按照修改后的时间表完成，但发动机未能及时准备好。工厂管理层因这些问题而受到严厉批评，这些问题并非完全在他们的控制之下，因为设计和图纸不断变化。批评不仅限于 I-250 计划，因为其他喷气式飞机计划也无法像领导层希望的那样快速发展，MAP（航空工业部）负责人阿列克谢·沙胡林（Alexei Shakhurin）及其自 1940 年以来的前身 NKAP 于 1946 年 3 月被捕，以表示他们的不满。1946 年 4 月 13 日，新任部长严厉斥责了 VRDK 设计师和三名工厂厂长，并成立了一个委员会来调查 381 号工厂和 TsIAM 未能按时完成任务的原因。他拒绝接受委员会的调查结果，因为该委员会将责任公平地分摊给了负责生产计划的人员，并逮捕了 381 号工厂的厂长和他的质量控制经理，罪名是破坏工业。
尽管存在这些生产问题，而且 I-250 甚至还没有提交国家验收试验，但 2 月 26 日还是收到了另外 50 架飞机的订单（这些飞机被称为米格 13，如果它们真的投入使用，大概会被称为米格 13）。第一架预生产飞机的交付截止日期定为 1946 年 7 月 5 日，但再次因缺少发动机而受阻。到那时，七架机身已经完成，但都缺少发动机。第一架 I-250 最终于 8 月 8 日获得验收，并在三天后首次飞行，尽管其发动机密封失效，一些点火电缆被烧焦。发动机更换和维修迫使飞机错过了在图希诺航空展上的预定亮相。它于 9 月 15 日被移交给 NII VVS（空军科学测试研究所），最终开始进行国家验收测试。所有十架飞机均已于 10 月 30 日交付，但建造编号 3810107（工厂编号 381，第一批，第七架飞机）被用作静态测试机身，而 3810110 成为静态发动机试验台。
1946 年 11 月 29 日，斯大林召开会议，确定苏联空军和波兰空军未来的喷气式战斗机政策。米高扬-古列维奇米格 9 被选为主要战斗机，雅科夫列夫雅克 15 则被降级为改装训练和熟悉战斗机。英国喷气发动机即将面世，德国喷气式飞机技术和工程师也已到位，这意味着不再需要混合动力飞机，但斯大林坚持要求 I-250 完成试验，即使项目取消，工具和图纸也应与未组装的零件一起保留。

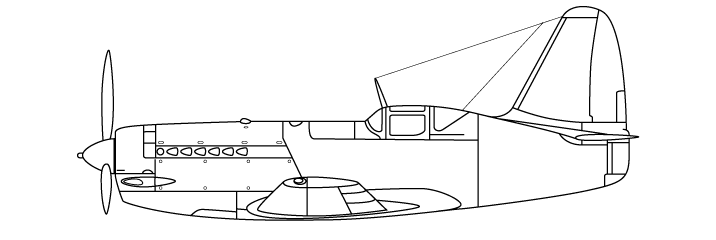
伊-250的侧视描线稿

试验的完成将推迟到 1947 年 5 月，届时 VRDK 本身的试验也将完成，米高扬试图将飞机卖给海军航空兵，用作鱼雷轰炸机的护航。 3810102 的机翼和机身安装了额外的油箱，以携带额外的 218 升（48 英制加仑；58 美制加仑）燃油，油箱容量增加到 78 升（17 英制加仑；21 美制加仑）。这些变化使其空重增加到 3,028 千克（6,676 磅），起飞重量增加到 3,931 千克（8,666 磅）。1947 年 10 月 9 日，新一轮国家试验开始，但由于恶劣天气和可靠性问题而被推迟。到 1948 年 1 月 21 日，只完成了六次飞行，总共两小时二十五分钟，VRDK 在地面测试中只运行了一分半钟。毫无意外，I-250 在 1948 年 4 月 3 日被宣布试验失败。

## 性能数据

### 前言
性能数据以第一架I-250原型机为准。
数据来自米高扬设计局：设计局及其飞机的历史，米格设计局。

### 一般
机组人员：1
高度：3.7 米（12 英尺 2 英寸）
翼面积：14.99 平方米（161.4 平方英尺）
空重：2,797 千克（6,166 磅）
毛重：3,650 千克（8,047 磅）
燃油容量：612 升（135 英制加仑；162 美制加仑）[3] / 570 千克（1,260 磅）燃油和机油

伊-250的三视图

动力装置：1 × Klimov VK-107R V-12 液冷活塞发动机，1,230 千瓦（1,650 马力），带 VRDK - 等效功率 2,088 kW (2,800 hp)
动力装置：1 × Khalshchevnikov Uskoritel VRDK 喷气发动机，推力 2.9 kN (660 lbf)（VRDK - 反应堆增压发动机）
螺旋桨：3 叶 AV-10P-60，直径 3.1 m (10 ft 2 in) 恒速螺旋桨

### 性能
最大速度：820 km/h (510 mph, 440 kn)
航程：790 km (490 mi, 430 nmi)
实用升限：11,900 m (39,000 ft)
翼载：245 kg/m2 (50 lb/sq ft)

### 武器装备
3 × 20 mm (0.787 inch) Berezin B-20 自动加农炮，备弹每门160发。

## 借阅
类似型号
- 苏-5战斗机
- Ryan FR Fireball（火球）
- Curtiss XF15C（XF-15C）